# Gustav Freiherr von Gemmingen-Hornberg
Gustav Weiprecht Maria Freiherr von Gemmingen-Hornberg (* 7. April 1925 in Darmstadt; † 30. Januar 2005) war ein deutscher Landwirt und Politiker (FDP/DVP). Er bewirtschaftete ab 1952 den Gutshof in Treschklingen, wo er von 1954 bis 1970 Bürgermeister war und durch die Erschließung mehrerer Neubaugebiete sowie den späteren Abriss der Wirtschaftsgebäude des Gutshofs das Bild des Ortes geprägt hat. Von 1967 bis 1969 gehörte er dem Deutschen Bundestag an und war dort stellvertretender Vorsitzender des Ausschusses für Entwicklungshilfe.

## Leben und Beruf
Er war ein Sohn des hessischen Verwaltungsbeamten Adolph Anton von Gemmingen (1886–1963) und der Maria Freiin von Nordeck zur Rabenau (1890–1988). Der Vater war in Gustavs Jugend Kreisdirektor in Bingen. Nach Schulbesuch und Abitur in Darmstadt wurde Gemmingen-Hornberg zur Wehrmacht eingezogen, nahm als Soldat am Zweiten Weltkrieg teil und geriet zuletzt in Gefangenschaft. Anschließend absolvierte er in Weihenstephan ein Hochschulstudium, das er 1951 mit der Prüfung als Diplom-Landwirt beendete. Danach bewirtschaftete er das Schlossgut in Treschklingen, das der Familie seit dem 16. Jahrhundert gehört und bis 1952 an die Südzucker verpachtet gewesen war. Ab demselben Jahr gehörte er dem Gemeinderat von Treschklingen an. 1954 wurde er zum Bürgermeister von Treschklingen gewählt und hatte dieses Amt bis zur Eingemeindung des Ortes nach Bad Rappenau am 1. Januar 1971 inne. In seiner Amtszeit wurden mehrere Neubaugebiete erschlossen, für den Bau von Schule und Sportplatz schenkte er der Gemeinde die benötigten Grundstücke.
Durch seine Tätigkeit als Bundestagsabgeordneter wurde er mit Aufgaben der Entwicklungshilfe betraut. Nach dem Biafra-Krieg war er um 1970 fünf Jahre als Entwicklungshelfer in Afrika. In jener Zeit führte seine zweite Ehefrau Gudrun neben ihrer Weber-Meisterwerkstätte auch den heimischen Gutshof.
Er gehörte mehreren landwirtschaftlichen Verbänden und Genossenschaften an.
Aus gesundheitlichen Gründen verpachtete er den Gutshof in Treschklingen später wieder. 1990 wurden die Wirtschaftsgebäude des Gutshofes abgerissen, ab Mitte der 1990er Jahre entstand auf den freigewordenen Flächen die neue Ortsmitte von Treschklingen mit Bürgerzentrum und moderner Wohnbebauung.

## Partei
Gemmingen-Hornberg trat 1960 in die FDP/DVP ein. Er war seit 1962 stellvertretender Vorsitzender des FDP/DVP-Bezirksverbandes Nordbaden und wurde 1964 zum Vorsitzenden des FDP/DVP-Kreisverbandes Mosbach gewählt.

## Abgeordneter
Gemmingen-Hornberg gehörte dem Deutschen Bundestag vom 11. Oktober 1967, als er für den ausgeschiedenen Abgeordneten Hans Lenz nachrückte, bis 1969 an. Er war über die Landesliste Baden-Württemberg ins Parlament eingezogen. Im Bundestag war er stellvertretender Vorsitzender des Ausschusses für Entwicklungshilfe.